# Sulfat de amoniu
Sulfatul de amoniu este un compus anorganic cu formula chimică (NH4)2SO4. Aceasta are o gamă largă de utilizări comerciale, fiind un important fertilizator pentru sol. Substanța conține 21% azot din cationul de amoniu și 24% sulf din anionul de sulfat. 

## Preparare
Sulfatul de amoniu este fabricat prin reacția dintre amoniacul sintetic și acidul sulfuric, după ecuația: 
{\displaystyle \mathrm {2NH_{3}+H_{2}SO_{4}\longrightarrow (NH_{4})_{2}SO_{4}} }
Un amestec de gaz de amoniac și vapori de apă este introdus într-un reactor ce conține o soluție de sulfat de amoniu saturată și acid sulfuric de concentrație 2-4% la 60° C. Acidul sulfuric concentrat este adăugat pentru a păstra aciditatea soluției, și de a reține nivelul de acid liber. Căldura reacției păstrează temperatura reactorului la 60 °C. 
Pudra de sulfat de amoniu uscată poate fi obținută prin stropirea cu acid sulfuric a unei cuve de reacție cu gaz de amoniu. Căldura reacției evaporă toată apa prezentă în recipient, astfel formându-se sarea sub formă de pudră.